# NGC 4279
NGC 4279 is een spiraalvormig sterrenstelsel in het sterrenbeeld Maagd. Het hemelobject werd op 6 mei 1886 ontdekt door de Amerikaanse astronoom Lewis A. Swift.

## Synoniemen
- MCG -2-32-3
- NPM1G -11.0329
- PGC 39812